# Sint-Leonarduskapel (Tollembeek)

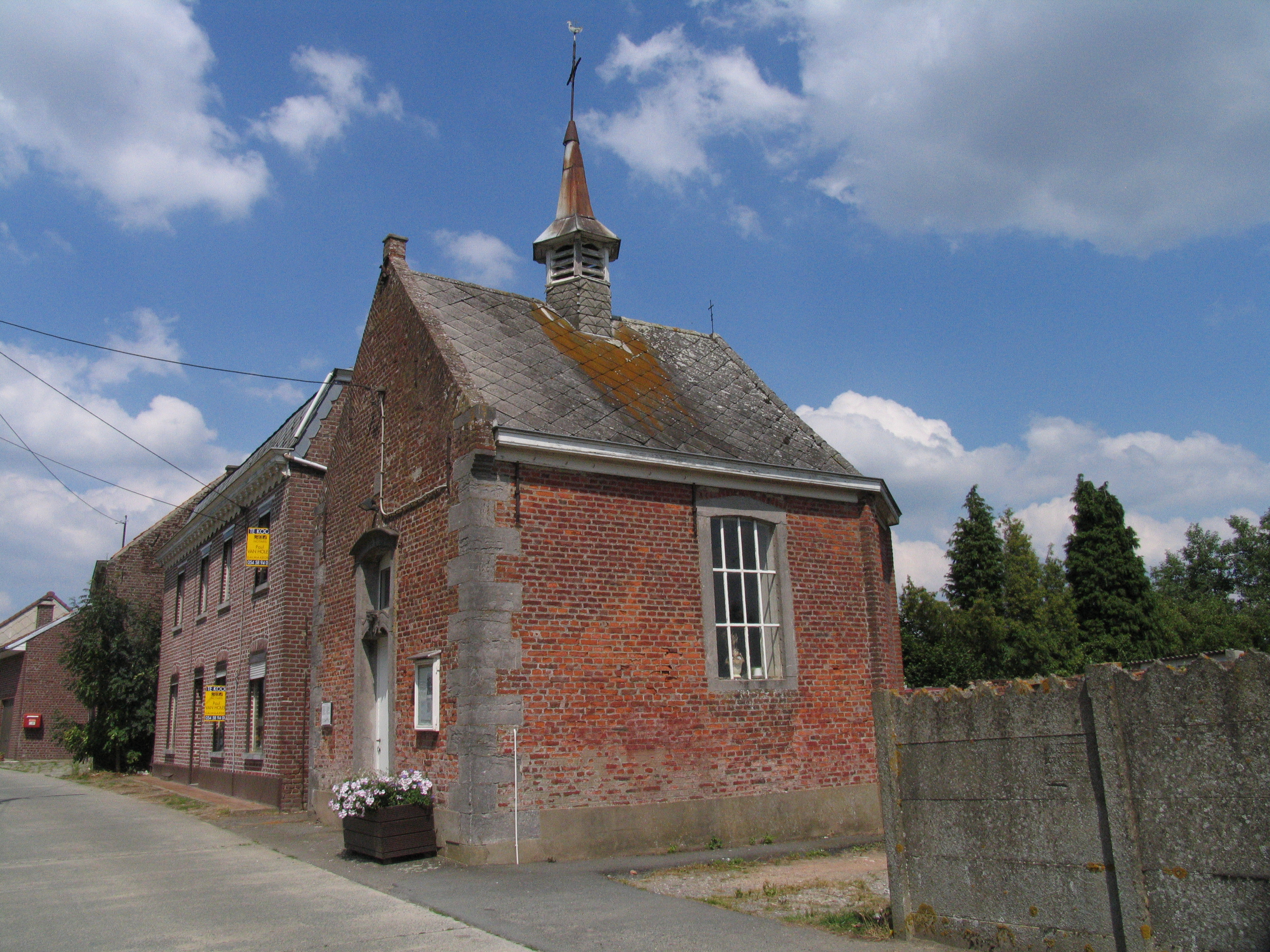
Sint-Leonarduskapel, voor de restauratie (2011)

De Sint-Leonarduskapel in Tollembeek werd opgericht in 1761 ter verering van de Heilige Leonardus.
Vóór 1761 was de kapel groter en vonden er naast misvieringen ook huwelijken plaats. Vermoedelijk gaat de oorsprong terug naar de 15e eeuw. De bedevaartkapel zoals ze gebouwd werd in 1761 is te danken aan Gillis Leuckx, pachter op het gehucht Sint-Leonardus, en Coppens van het Hof te Tasseniers. Boven de ingang staat een jaarschrift met in vertaling: 'Verheffen wij Leonardus in onze gezangen'. 

## Beschrijving
De kapel bevat een helder klokje, waarvan het zeel in het midden van de kapel neerkomt. Daarnaast bevat ze een houten altaar, een beeld van Heilige Leonardus, een vlag met beeltenis en tekst 'H. Leonardus 1899 - 1949' en enkele religieuze voorwerpen. De kruisweg uit de oude kerk van Tollembeek kreeg hier ook onderkomen.
Boven in de omlijsting van de ingangsdeur is een gevleugeld engelenkopje te bezichtigen tussen de woorden 'Saint Leonard'. 

## Gilde van de Heilige Leonardus
De Gilde van de Heilige Leonardus werd opgericht door de echtgenote van Theo Lumen. De leden droegen de Heilige in optocht van het gehucht naar de kerk om daar aan te sluiten bij parochiale processie. Op Pasen en Paasmaandag kwamen velen op bedevaart voor de verering van de relikwie van Sint-Leonardus die voor de gelegenheid rechts op de oude bidstoel werd uitgestald. Ze ging biddend driemaal rond de kapel. Sint-Leonardus werd geëerd en aanroepen als 'bijzondere patroon der lamme, kreupele geraakte en zwakke mensen'. Er zijn ook vermeldingen van een processie waarbij jongelieden in witte broek de beeltenis van Sint-Leonardus ronddroegen. 

## Erfgoed
De bedevaartkapel werd in 2009 erkend als beschermd monument. De kapel werd in 2020 helemaal gerestaureerd.